# Madonna del Latte (Barcellona)
La Madonna del Latte è un dipinto di un anonimo fiammingo realizzato circa nel 1520 e conservato nel Museo nazionale d'arte della Catalogna di Barcellona in Spagna.

## Storia
Fu acquisito nel 1944 dal Museo nazionale d'arte della Catalogna e attualmente fa parte della sua collezione.
Si tratta di una piccola opera circolare di 27 cm di diametro che pendeva dalla testata del letto, il cui scopo era chiaramente la devozione privata.

## Descrizione
Questo dipinto raffigura la Vergine Maria, in busto, che allatta il Bambino, su uno sfondo scuro. Maria indossa un abito con scollo tondo e un velo bianco con molte pieghe che ricadono sulla spalla destra del Bambino.

## Stile
La Madonna del Latte ha una lunga tradizione nell'arte cristiana occidentale ed è stata interpretata dalla Chiesa come il cibo spirituale dell'umanità. Si tratta di un modello da un modello a figura intera della Vergine Maria creato da Robert Campin, noto anche come il Maestro di Flémalle, che è conservato allo Städelsches Kunstinstitut 
di Francoforte, e di cui sono state realizzate numerose versioni.
L'opera è un esempio paradigmatico del processo di diffusione delle fonti artistiche fiamminghe; in particolare sono note una quarantina di opere di questa creazione, conservate in musei e collezioni private di tutto il mondo. Questo esemplare è di altissima qualità, insieme alla collezione Johnson di Filadelfia.
Secondo la guida cartacea del Museo nazionale d'arte della Catalogna, la finezza nell'esecuzione si manifesta nelle pieghe del fazzoletto, dalle linee perfette e dal volume insuperabile e nella magnifica tecnica con cui si dà realismo alle orecchie, bocca, naso, occhi, sopracciglia e capelli. Tuttavia, la stilizzazione del viso, con un canone più lungo in termini di fronte e guance, indica una leggera deviazione dal modello originale, che denota la personalità dell'artista. 